# Génelard
Génelard är en kommun i departementet Saône-et-Loire i regionen Bourgogne-Franche-Comté i östra Frankrike. Kommunen ligger i kantonen Toulon-sur-Arroux som tillhör arrondissementet Charolles. År 2022 hade Génelard 1 407 invånare.

## Befolkningsutveckling
Antalet invånare i kommunen Génelard
| Referens: INSEE |